# زينة ارحيم
زينة ارحيم صحفية سورية، وناشطة نسوية. تعمل كمستشارة اتصالات ومدربة مع منظمات دولية في سوريا والعراق والمغرب وليبيا ولبنان ومصر. كتبت عن الحرب الأهلية السورية من داخل سوريا. كانت إرهايم مديرة الاتصالات في معهد صحافة الحرب والسلام [الإنجليزية] (IWPR)'s
، وقد دربت مئات الأشخاص أثناء وجودهم في سوريا ليصبحوا صحافة المواطن ولا سيما نسبة كبيرة منهم من النساء.
تتمتع زينة بخبرة تزيد عن عقد من الزمان في مجالات الصحافة والاتصال. أسست مؤخرًا منظمة شمس من أجل العدالة والعدالة الاجتماعية لتعزيز المساواة بين الجنسين والدعوة إلى المساواة في الحقوق للنساء والمثليين ومزدوجي الميل الجنسي ومغايري الهوية الجنسية في منطقة الشرق الأوسط وشمال أفريقيا.
حصلت إرحيم على العديد من الجوائز الدولية، التي صنفتها مجلة أريبيان بزنس كواحدة من أكثر الشباب العرب تأثيرًا في العالم، وأحد الأبطال الخمسة مجهولين لعام 2016 لرويترز طومسون. فازت زينة بجائزة بيتر ماكلر للصحافة الشجاعة والأخلاقية، وجائزة مؤشر الرقابة على حرية التعبير، "متمردات ضد الحرب" من قبل الرابطة في ألمانيا وجائزة حرية الصحافة من قبل مراسلون بلا حدود. ساهمت في مجلة الإيكونوميست، وصحيفة الغارديان، ومجلة نيوزويك، وموقع ميدل إيست آي، تلفزيون أورينت، وصحيفة الحياة وقناة سوريا نيوز.
نشرت زينة أيضًا فصولًا في ثلاثة كُتب: نساؤنا على الأرض، النساء العربيات يعبرن عن حقائق جديدة، الصحافة في أوقات الحرب.

## حياتها
زينة ارحيم من مواليد 1985 في مدينة ادلب درست الإعلام في جامعة دمشق ثم الترجمة في جامعة التعليم المفتوح بدمشق أيضاً.
بدأت ارحيم عملها الصحفي مع موقع سيريانيوز عام 2004 قبل أن تنتقل للعمل مع قناة أورينت نيوز منذ تأسيس مكتبهم في دمشق إلى أن أغلقته المخابرات السورية عام 2008.
بدأت عندها بالعمل مع جريدة الحياة، وكتبت في عدد من صفحاتها بمواضيع ميديا، منوعات، ومجتمع. في العام 2010 حصلت على منحة من وزارة الخارجية البريطانية لدراسة الماجستير في المملكة المتحدة (تشيفنيغ)٫ودرست الماجستير في مجال الإعلام الدولي (المرئي والمسموع) من جامعة سيتي في لندن عملت بعدها في تلفزيون بي بي سي عربي لعام بقسم الأخبار والوثائقي.
مع بداية الأحداث في سوريا، تركت ارحيم عملها في بي بي سي وقررت العودة إلى سوريا.
تعرضت للخطف من قبل السلطات السورية في سبتمبر 2012 وذلك اثناء قيامها بمهمة ميدانية في ريف مدينة ادلب.
عملت لثمان سنوات كمديرة تواصل ومستشارة ومدربة مع معهد صحافة الحرب والسلام، وتعمل حالياً كمستشارة تواصل وجندر مع عدّة منظمات دولية مثل كيمونيكس وشبكات من أجل التغير والمعهد الدولي للتنوع الإعلامي وغيرها، ويشمل عملها كلا من سوريا والعراق وليبيا ومصر والمغرب.
شاركت زينة بتحكيم ثلاث جوائز صحفية دولية وهي جوائز “عالم واحد” الصحفية الدولية، لفئة أفضل تغطية صحفية لرائدات الأعمال، وهي من أكبر الجوائز الصحفية البريطانية، وجائزة منظمة “مراسلون بلا حدود”، لحرية الصحافة، إضافة إلى عضويتها في هيئة تحكيم جائزة “لورنزو ناتالي الإعلامية” بدورتها الـ 28، وهي جائزة أطلقتها عام 1992 المديرية العامة للتعاون الدولي والتنمية التابعة للمفوضية الأوروبية. كما تم اختيارها في عام 2019 لتكون عضوًا في هيئة تحكيم مسابقة جائزة مصطفى الحسيني، لأفضل مقال لشاب/ة عربي/ة، التي فازت بها عام 2015.
شاركت زينة بكتابة فصل في ثلاثة كتب نُشرت عن الصحافة والنساء باللغة الإنكليزية مثل «نساؤنا على الأرض» تحرير زهراء حنكير، والصحافة في زمن الحرب إصدار معهد الجزيرة الإعلامي.

## أعمالها
- 5 أفلام قصيرة تحت عنون نساء ثائرات [12]
- دربت قرابة 100 مواطن صحفي داخل سوريا، ثلثهم من النساء، على أساسيات الصحافة المكتوبة والمرئية.
- ساعدت في تأسيس صحف ومجلات مستقلة في البلاد.
- مستشارة ومدربة في الإعلام والتواصل والجندر في منطقة الشرق الأوسط وشمال افريقيا.

## الحياة الشخصية
مطلقة ولديها طفلة واحدة.

## الجوائز والتقدير
- جائزة بيتر ماكلر للصحافة الشجاعة والأخلاقية لعام 2015، من قبل صحفيين بلا حدود ووكالة فرنس بريس [13]
- جائزة جائزة منظمة “مراسلون بلاحدود” للعام 2015. مقدمة من قبل صحفيين بلا حدود [14]
- جائزة مصطفى الحسيني لأفضل مقال لصحفي عربي شاب، عن مقالها "كريمته الحرمة تنتصر على زينة الصحفية بفارق شريط حدودي [15]
- جائزة “مؤشر الرقابة على حرية التعبير”، التي تمنحها مؤسسة “إندكس أون سينيرشبل” البريطانية
- جائزة “الثائرة من أجل السلام”، من رابطة النساء الدولية للسلام والحرية (WILPF) الألمانية.

## وصلات خارجية
- زينة ارحيم في لقاء مع تلفزيون الآن
- لقاء مع قناة السي ان ان